# منتخب البرازيل تحت 15 سنة لكرة القدم
منتخب البرازيل تحت 15 سنة لكرة القدم (بالبرتغالية: Seleção Brasileira de Futebol Sub-15‏)، هو منتخب البرازيل لمن هم تحت 15 سنة.

## الألقاب
كوبا أمريكا تحت 15 سنة
- البطل (4): 2005، 2007، 2011، 2015
- الوصيف (1): 2009